# 山竹
山竹（学名：Garcinia mangostana），又名莽吉柿、芒翕、山竺、山竹子、倒捻子、凤果，热带常绿乔木，为藤黄科藤黃屬下的一个种。原產於馬來群島中的巽他群岛和摩鹿加群岛，由于盛产于南洋热带地区，有“热带果后”之称。在馬來西亞、新加坡和泰國，榴槤和山竹被視為“夫妻果”，故此相對於稱為「果王」的榴槤而言，山竹就是「果后」。
山竹同属的主要水果包括钮扣山竹（Garcinia prainiana）和柠檬山竹（Garcinia madruno），近缘种是福木（Garcinia subelliptica）。

## 历史
山竹是一种原产于东南亚的作物，以其多汁、细腻的质地和微甜的酸味而备受推崇，自古以来就在马来西亚、婆罗洲、苏门答腊、东南亚大陆和菲律宾种植。15世纪中国记载的《瀛涯胜览》将山竹描述为「蜜橘柿」（源自马来语），是一种东南亚本土植物，果肉白色，酸甜可口。

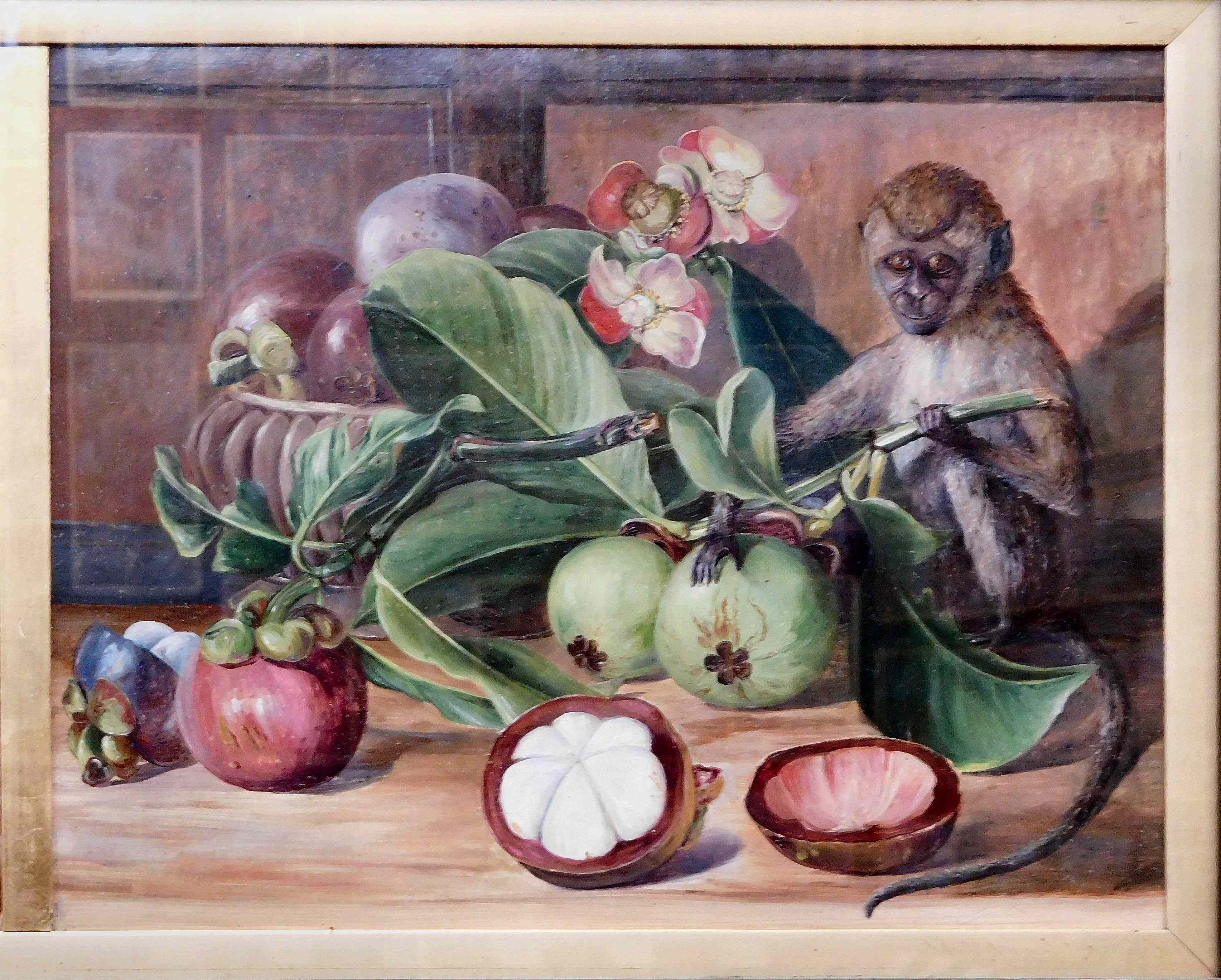
与新加坡猴在一起的山竹花和水果, 玛丽安娜·诺斯, 1890年以前

1753年林奈在《植物种志》中对山竹进行了描述。1855年，山竹被引入英国温室。随后，它被引入西半球，在西印度群岛尤其是牙买加开始种植。它后来在危地马拉、洪都拉斯、巴拿马和厄瓜多尔的美洲大陆都有种植。山竹树一般在热带以外的地方生长得不好。
在东南亚，山竹被称作“水果皇后”，常与被称作“水果之王”的榴梿搭配。在中国传统食疗中，山竹被认为是“凉性”，因此可以很好地平衡“热性”的榴莲。

## 特征
山竹樹可長到7－25米高，樹冠为圆形或圆锥形，树皮为黑褐色，树皮汁液为黄色，至少需要5－6年才可结果，而大多数则需要12－24年才能实现农业意义上的收成。树叶对生，长8－15厘米，为常绿厚叶，光泽皮革质感。花直径2.5－5厘米，雄花或两性花，两性花生於嫩短枝的前端，1或2個。萼片及花瓣4枚，为肉质黄色杂有红色和淡粉色。一朵花中雄蕊数量多，雌蕊一个，柱頭4－8裂。
山竹果实成熟后，果实为直径4－8厘米的球形，表面光滑，肉质萼片及外果皮内层的柱头残存，果皮色黑味苦不食用；果肉为白色蒜瓣状，氣味與口感皆香甜柔和的美味水果。
山竹需要生长在4 °C以上的环境中，否则植株无法存活。
山竹生長緩慢，喜潮濕環境，
於某些地區，紫外線過強，幼苗不太能抵抗紫外線。需成長至一定高度...(約150公分左右)
幼苗時，需長期保濕(於盆栽種植，可以透明袋子套起盆栽上半部)，或使用噴霧系統，長期保濕。
若山竹長時間處於低溫環境，約10度以下，則隔年恐不會開花結果。

## 果实

### 外果皮

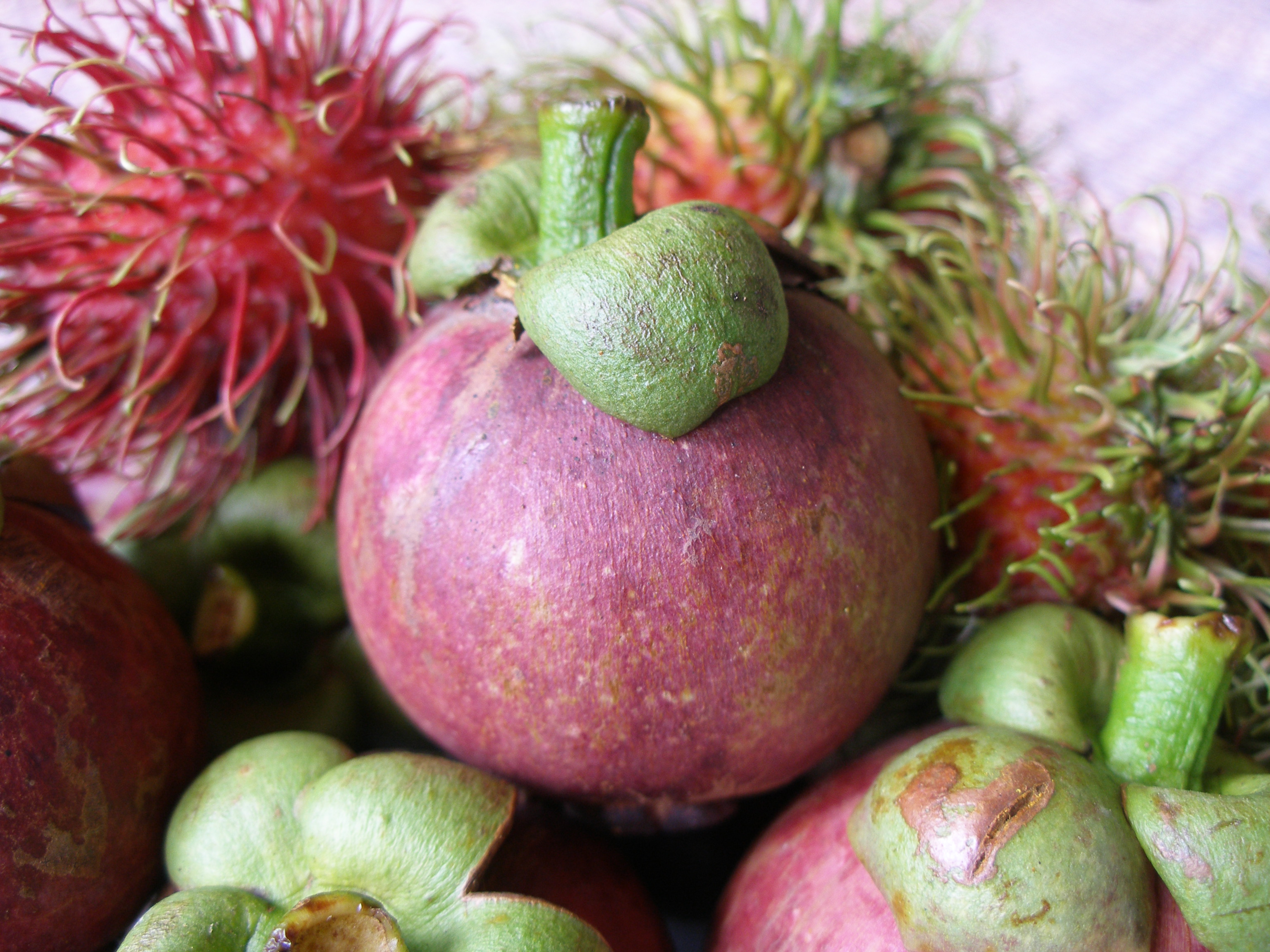
外皮

山竹进行不完全无配生殖，因此不需要受精即可长出果实。刚长出的果实为嫩绿色，如果在树下生长的话，果实会完全是白色。在接下来的两三个月裡，果实体积变大，外果皮颜色逐渐变深，最后变为深绿色。最终整个果實会长到直徑約4－8厘米为止，而且坚硬的外果皮会变得软些，这时其种子已发育完全。当果实体积停止增大後，叶绿素合成减缓，另一色相开始显现。最初果实的外果皮色素为绿色，上有红色条纹，接着整体变为红色，最后变为暗紫色，此过程持续十多天，标志着果实完全成熟并可以食用。
山竹的外果皮中包含具有收敛作用的一系列多酚类物质，包括氧杂蒽酮和单宁酸，这些物质可以确保果实在未成熟时不受昆虫、真菌、植物病毒、细菌和动物的侵害。

### 内果皮

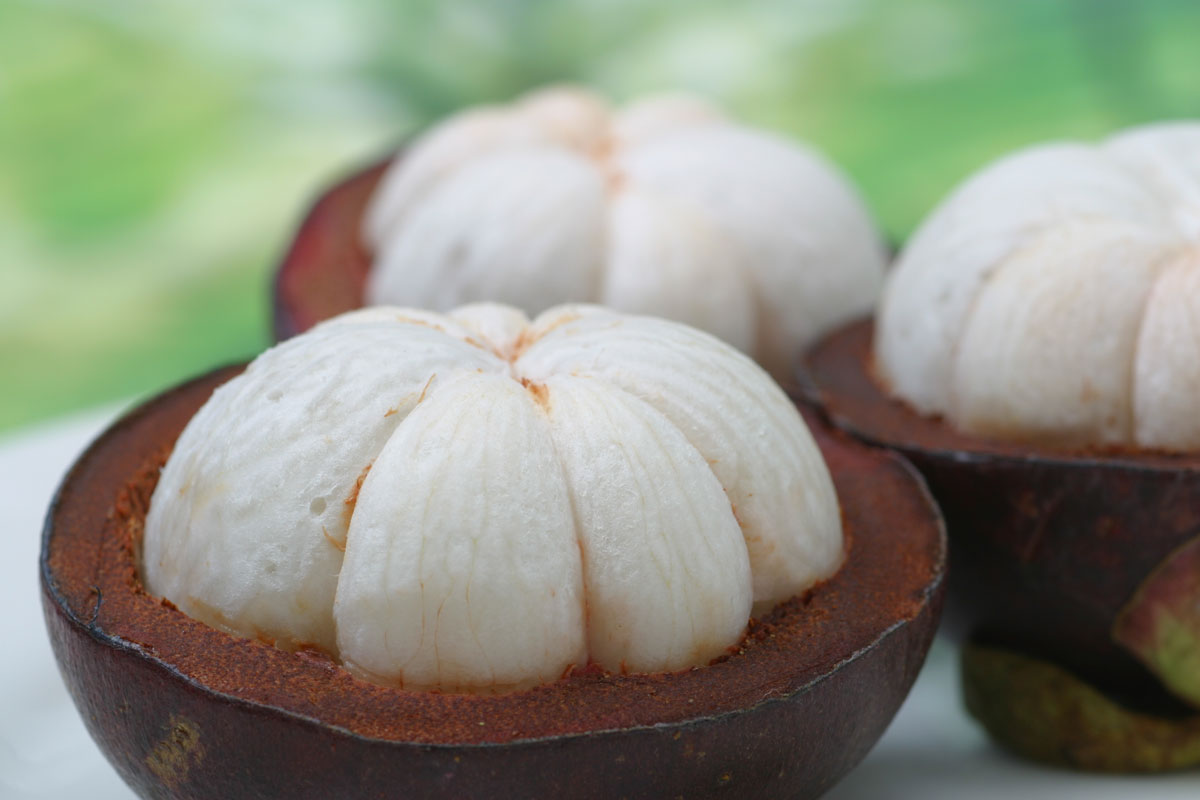
内部

山竹可食用的内果皮在植物学中被称为假种皮，为白色，直径约为4－6厘米，由4－8瓣组成，为楔形，其中包含无融合生殖种子。在外果皮的内层存在一些突起的脊，是柱头残留的痕迹，呈轮状排列，与假种皮的瓣数相符。

### 种子
山竹的种子长约1厘米，扁平状，属于顽拗型种子，因此在发芽之前要保持种子的湿润。其种子的胚为珠心胚，不需要经过受精。山竹的种子一脱离果实就可以发芽，而在干燥条件下会迅速死亡。一个山竹果实中有多个种子，而其中只有一个可以萌发。

## 化学组成
山竹吃起来很甜美，但其散发出的气味很淡，因为其气味的化学组分量约是芳香水果气味的1/400。山竹的清香气味主要由挥发性成分，包括乙酸己酯、叶醇（顺-3-己烯醇）以及α-古巴烯（Copaene）组成。
山竹营养丰富，抗氧化作用强，而且有保健功效，不过食用要适量，因为虽然正在研究中的氧杂蒽酮被指出可能有抗病效果，但过量摄入此物质会增加酸中毒的可能性。氧杂蒽酮的一种——α-倒捻子素(α-mangostin)有显著的抗氧化性，已广泛用于药品中，但过量服用会对線粒體功能有毒害作用，损害呼吸作用，造成乳酸中毒。

## 功用
山竹富含蛋白质和脂类，主治脾虚腹泻、口渴口干、烧伤、烫伤、湿疹、口腔炎。山竹果肉性寒，因此食用易造成上火的榴莲后，可食用山竹去火，但不宜多吃，且肾病患者、心脏病患者、糖尿病者慎食，湿热腹痛腹泻者不可服用。

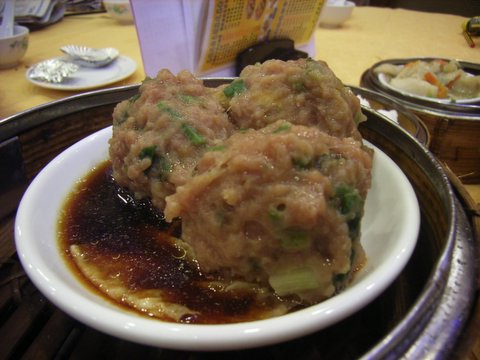
山竹牛肉球

外果皮粉末内服可治腹泻、赤痢，外敷可治皮肤病，干燥的山竹叶可用来泡茶。外果皮中的红色素可用来制黄色染料。

## 延伸阅读
- （繁體中文）王群光. . 养鱼世界杂志. 2008年5月. ISBN 978-957-97654-5-9.
- （英文）William Francis Whitman. . Quisqualis Books. 2001年. ISBN 0971140200.
- （英文）Julia F. Morton. . Miami, FL: Florida Flair Books. 1987年11月: 第301－304页  [2008-12-28]. ISBN 978-0961018412. （原始内容存档于2014-06-19）.